# Коберн (Вірджинія)
Коберн (англ. Coeburn) — місто (англ. town) в США, в окрузі Вайз штату Вірджинія. Населення — 1598 осіб (2020).

## Географія
Коберн розташований за координатами 36°56′51″ пн. ш. 82°28′4″ зх. д. / 36.94750° пн. ш. 82.46778° зх. д. (36.947366, -82.467744).  За даними Бюро перепису населення США в 2010 році місто мало площу 5,37 км², з яких 5,36 км² — суходіл та 0,01 км² — водойми. В 2017 році площа становила 5,06 км², з яких 5,05 км² — суходіл та 0,01 км² — водойми.

## Демографія
Згідно з переписом 2010 року, у місті мешкало 2139 осіб у 873 домогосподарствах у складі 568 родин. Густота населення становила 399 осіб/км².  Було 962 помешкання (179/км²).
Расовий склад населення:
| - 95,0 % — білих - 2,9 % — чорних або афроамериканців - 0,1 % — корінних американців |

До двох чи більше рас належало 1,2 %. Частка іспаномовних становила 1,7 % від усіх жителів.
За віковим діапазоном населення розподілялося таким чином: 23,9 % — особи молодші 18 років, 62,8 % — особи у віці 18—64 років, 13,3 % — особи у віці 65 років та старші. Медіана віку мешканця становила 37,5 року. На 100 осіб жіночої статі у місті припадало 92,5 чоловіків;  на 100 жінок у віці від 18 років та старших — 91,2 чоловіків також старших 18 років.
Середній дохід на одне домашнє господарство  становив 40 511 долар США (медіана — 24 575), а середній дохід на одну сім'ю — 50 176 доларів (медіана — 36 500). За межею бідності перебувало 36,4 % осіб, у тому числі 54,7 % дітей у віці до 18 років та 9,5 % осіб у віці 65 років та старших.
Цивільне працевлаштоване населення становило 628 осіб. Основні галузі зайнятості: освіта, охорона здоров'я та соціальна допомога — 23,9 %, роздрібна торгівля — 14,6 %, сільське господарство, лісництво, риболовля — 12,6 %.